# グル・シカル山
グル・シカル山（英: Guru Shikhar）は、インドのラージャスターン州に位置するアラーヴァリー山脈の最高峰である。標高は1,722メートルで、ラージャスターン州全体でも最も高い地点となっている。

## 概要
アーブー山（英: Mount Abu）から15 km程の距離に位置し、アーブー山から山頂付近まで道路が続いている。山頂には、ヒンドゥー教の三神一体の神であるダッタトレーヤに捧げられた寺院があり、その付近にはダッタトレーヤの母アナスーヤーの寺院もある。
また、インド宇宙研究機関（ISRO）の天文台もこの山に設置されており、天文学的観測の拠点としても知られている。